# Коприсоединённое представление
Коприсоединённое представление {\displaystyle \mathrm {Ad} ^{*}} группы Ли {\displaystyle G} — это представление, сопряжённое к присоединённому. Если {\displaystyle {\mathfrak {g}}} — алгебра Ли группы {\displaystyle G}, соответствующее действие {\displaystyle G} на пространстве {\displaystyle {\mathfrak {g}}^{*}}, сопряжённом к {\displaystyle {\mathfrak {g}}}, называется коприсоединённым действием. С геометрической точки зрения оно представляет собой действие левыми сдвигами на пространстве правоинвариантных 1-форм на {\displaystyle G}.
Важность коприсоединённого представления была подчёркнута в работах А. А. Кириллова, показавшего, что ключевую роль в теории представлений нильпотентных групп Ли {\displaystyle G} играет понятие орбиты коприсоединённого представления (К-орбиты). В методе орбит Кириллова представления {\displaystyle G} строятся геометрически, отталкиваясь от К-орбит. В некотором смысле последние заменяют собой классы сопряжённости {\displaystyle G}, которые могут быть устроены сложным образом, в то время как работать с орбитами сравнительно просто.

## Определение
Пусть {\displaystyle G} — группа Ли и {\displaystyle {\mathfrak {g}}} — её алгебра Ли, {\displaystyle \mathrm {Ad} :G\rightarrow \mathrm {Aut} ({\mathfrak {g}})} — присоединённое представление {\displaystyle G}. Тогда коприсоединённое представление {\displaystyle \mathrm {Ad} ^{*}:G\rightarrow \mathrm {Aut} ({\mathfrak {g}}^{*})} определяется как {\displaystyle \mathrm {Ad} _{g}^{*}:=\left(\mathrm {Ad} _{g^{-1}}\right)^{*}}. Более точно,
{\displaystyle \langle \mathrm {Ad} _{g}^{*}f,\,X\rangle =\langle f,\,\mathrm {Ad} _{g^{-1}}X\rangle ,\qquad g\in G,\quad X\in {\mathfrak {g}},\quad f\in {\mathfrak {g}}^{*},}
где {\displaystyle \langle f,X\rangle } — значение линейного функционала {\displaystyle f} на векторе {\displaystyle X}.
Пусть {\displaystyle \mathrm {ad} ^{*}} — представление алгебры Ли {\displaystyle {\mathfrak {g}}} в {\displaystyle {\mathfrak {g}}^{*}}, индуцированное коприсоединённым представлением группы Ли {\displaystyle G}. Тогда для {\displaystyle X\in {\mathfrak {g}}} справедливо равенство {\displaystyle \mathrm {ad} _{X}^{*}=-\left(\mathrm {ad} _{X}\right)^{*}}, где {\displaystyle \mathrm {ad} } — присоединённое представление алгебры Ли {\displaystyle {\mathfrak {g}}}. Это заключение может быть сделано исходя из инфинитезимальной формы приведённого выше определяющего уравнения для {\displaystyle \mathrm {Ad} ^{*}}:
{\displaystyle \langle \mathrm {ad} _{X}^{*}f,\,Y\rangle :=\left.{\frac {\mathrm {d} }{\mathrm {d} t}}\langle \mathrm {Ad} _{\exp(tX)}^{*}f,\,Y\rangle \right|_{t=0}=\left.{\frac {\mathrm {d} }{\mathrm {d} t}}\langle f,\,\mathrm {Ad} _{\exp(-tX)}Y\rangle \right|_{t=0}=\langle f,\,-\mathrm {ad} _{X}Y\rangle ,\qquad X,Y\in {\mathfrak {g}},\quad f\in {\mathfrak {g}}^{*},}
где {\displaystyle \exp } — экспоненциальное отображение из {\displaystyle {\mathfrak {g}}} в {\displaystyle G}.

## Генераторы
Пусть {\displaystyle \varphi \in C^{1}({\mathfrak {g}}^{*})} — дифференцируемая функция на {\displaystyle {\mathfrak {g}}^{*}}. Рассмотрим изменение функции {\displaystyle \varphi } при коприсоединённом действии однопараметрической подгруппы {\displaystyle e^{tX}\subset G} в направлении вектора {\displaystyle X\in {\mathfrak {g}}} и продифференцируем его в единице группы:
| {\displaystyle \left.{\frac {\mathrm {d} \varphi (\mathrm {Ad} _{\exp(-tX)}^{*}f)}{\mathrm {d} t}}\right\|_{t=0}=\langle \left.{\frac {\mathrm {d} \mathrm {Ad} _{\exp(-tX)}^{*}f}{\mathrm {d} t}}\right\|_{t=0},\,\nabla _{f}\varphi (f)\rangle =-\langle \mathrm {ad} _{X}^{*}f,\,\nabla _{f}\varphi (f)\rangle =\langle f,\,\mathrm {ad} _{X}\nabla _{f}\varphi (f)\rangle .} | (1) |
Здесь {\displaystyle \nabla _{f}\varphi } — градиент функции {\displaystyle \varphi }, который естественным образом отождествляется с элементом алгебры {\displaystyle {\mathfrak {g}}}. Выберем некоторый базис {\displaystyle \{e_{i}\}} в алгебре {\displaystyle {\mathfrak {g}}} и пусть {\displaystyle \{e^{i}\}} — взаимный ему базис в {\displaystyle {\mathfrak {g}}^{*}}, то есть {\displaystyle \langle e_{i},\,e_{j}\rangle =\delta _{j}^{i}}, {\displaystyle i,j=1,...,\dim {\mathfrak {g}}}, где {\displaystyle \delta _{j}^{i}} — символ Кронекера. Возьмём в качестве {\displaystyle X} базисный вектор {\displaystyle e_{i}}. Тогда равенство (1) приобретает вид
{\displaystyle \left.{\frac {\mathrm {d} \varphi (\mathrm {Ad} _{\exp(-te_{i})}^{*}f)}{\mathrm {d} t}}\right|_{t=0}=C_{ij}^{k}f_{k}{\frac {\partial \varphi (f)}{\partial f_{j}}}}
(по дважды повторяющимся индексам здесь и ниже подразумевается суммирование), откуда видно, что в качестве базиса генераторов коприсоединённого действия можно выбрать набор векторных полей
{\displaystyle {\hat {X}}_{i}=C_{ij}^{k}f_{k}{\frac {\partial }{\partial f_{j}}},\qquad i=1,...,\dim {\mathfrak {g}}},
где {\displaystyle C_{ij}^{k}} — структурные константы алгебры {\displaystyle {\mathfrak {g}}}.

## Инварианты
Инварианты {\displaystyle K} коприсоединённого действия удовлетворяют системе дифференциальных уравнений
| {\displaystyle {\hat {X}}_{i}K\equiv C_{ij}^{k}f_{k}{\frac {\partial K(f)}{\partial f_{j}}}=0,\qquad i=1,...,\dim {\mathfrak {g}}.} | (2) |
Определим антисимметричную билинейную форму {\displaystyle B_{f}(X,\,Y)} на {\displaystyle {\mathfrak {g}}} посредством равенства
{\displaystyle B_{f}(X,\,Y):=\langle f,\,[X,\,Y]\rangle ,\qquad X,Y\in {\mathfrak {g}}}.
Количество независимых уравнений в системе (2) равно {\displaystyle \mathrm {rank} \,B_{f}}. Её решения в окрестности точки общего положения (то есть точки, в которой ранг формы {\displaystyle B_{f}} максимален) называются функциями Казимира алгебры {\displaystyle {\mathfrak {g}}}. Число функционально независимых нетривиальных (не тождественно постоянных) функций Казимира называется индексом алгебры {\displaystyle {\mathfrak {g}}} и равно
{\displaystyle \mathrm {ind} \,{\mathfrak {g}}=\dim {\mathfrak {g}}-\sup \limits _{f\in {\mathfrak {g}}^{*}}\mathrm {rank} \,B_{f}}.
Так как ранг антисимметричной формы чётен, то чётности индекса и размерности алгебры всегда совпадают.
Помимо функций Казимира {\displaystyle K_{\mu }}, {\displaystyle \mu =1,...,\mathrm {ind} \,{\mathfrak {g}}}, определённых в точках общего положения пространства {\displaystyle {\mathfrak {g}}^{*}}, могут существовать инварианты, заданные на особых подмногообразиях коприсоединённого действия, на которых ранг формы {\displaystyle B_{f}} ниже максимального. Если на особом инвариантном побмногообразии {\displaystyle M_{s}\subset {\mathfrak {g}}^{*}} ранг формы {\displaystyle B_{f}} равен {\displaystyle \dim {\mathfrak {g}}-\mathrm {ind} \,{\mathfrak {g}}-2s}, {\displaystyle s=1,...,(\dim {\mathfrak {g}}-\mathrm {ind} \,{\mathfrak {g}})/2}, то непостоянные решения {\displaystyle K^{(s)}} системы (2), ограниченной на подмногообразие {\displaystyle M_{s}}, называются функциями Казимира типа {\displaystyle s}. Совокупность независимых функций {\displaystyle \{K_{\mu },K_{\nu }^{(1)},...,K_{\rho }^{((\dim {\mathfrak {g}}-\mathrm {ind} \,{\mathfrak {g}})/2)}\}} образует базис инвариантов коприсоединённого действия: любой инвариант может быть выражен как функция от элементов этого набора. Из вида системы (2) следует, что базис инвариантов всегда может быть составлен из однородных функций от компонент ковектора {\displaystyle f}.

## К-орбиты
Орбита коприсоединённого представления, или, коротко, К-орбита, {\displaystyle {\mathcal {O}}}, проходящая через точку {\displaystyle f} в сопряжённом пространстве {\displaystyle {\mathfrak {g}}^{*}} к алгебре Ли {\displaystyle {\mathfrak {g}}}, может быть определена как орбита {\displaystyle \mathrm {Ad} _{G}^{*}f\subset {\mathfrak {g}}^{*}}, или, эквивалентно, как однородное пространство {\displaystyle G/\mathrm {Stab} (f)}, где {\displaystyle \mathrm {Stab} (f)\subset G} — стабилизатор точки {\displaystyle f} относительно коприсоединённого действия группы {\displaystyle G}.
Орбиты общего положения имеют максимально возможную размерность, равную {\displaystyle \dim {\mathfrak {g}}-\mathrm {ind} \,{\mathfrak {g}}}, и называются невырожденными, или регулярными. Такие орбиты определяются через произвольный набор независимых функций Казимира уравнениями
{\displaystyle K_{\mu }(f)=\kappa _{\mu },\qquad \mu =1,...,\mathrm {ind} \,{\mathfrak {g}}.}
Аналогично вырожденные, или сингулярные, орбиты размерности {\displaystyle \dim {\mathfrak {g}}-\mathrm {ind} \,{\mathfrak {g}}-2s}, составляющие особые инвариантные подмногообразия {\displaystyle M_{s}}, определяются уравнениями
{\displaystyle K_{\mu }^{(s)}(f)=\kappa _{\mu }^{(s)},\qquad \mu =1,...,r_{s},}
где {\displaystyle r_{s}} — количество независимых функций Казимира типа {\displaystyle s}. Если функции Казимира однозначны, каждому набору постоянных {\displaystyle \kappa _{\mu }^{(s)}} соответствует счётное (как правило, конечное) число орбит. Ковекторы, принадлежащие (не)вырожденной орбите, также называют (не)вырожденными.

### Форма Кириллова
Орбиты коприсоединённого представления являются подмногообразиями чётной размерности в {\displaystyle {\mathfrak {g}}^{*}} и обладают естественной симплектической структурой. На каждой орбите {\displaystyle {\mathcal {O}}} существует замкнутая невырожденная {\displaystyle G}-инвариантная 2-форма {\displaystyle \omega _{\mathcal {O}}}, которая строится следующим образом. Пусть {\displaystyle B_{f}} — определённая выше антисимметричная билинейная форма на {\displaystyle {\mathfrak {g}}}. Тогда можно определить {\displaystyle \omega _{\mathcal {O}}\in \mathrm {Hom} (\Lambda ^{2}({\mathcal {O}}),\mathbb {R} )} посредством равенства
{\displaystyle \omega _{\mathcal {O}}(\mathrm {ad} _{X}^{*}f,\,\mathrm {ad} _{Y}^{*}f):=B_{f}(X,\,Y)}.
Существование, невырожденность и {\displaystyle G}-инвариантность {\displaystyle \omega _{\mathcal {O}}} вытекают из следующих фактов:
- Касательное пространство {\displaystyle T_{f}{\mathcal {O}}} может быть отождествлено с {\displaystyle {\mathfrak {g}}/\mathrm {stab} (f)}, где {\displaystyle \mathrm {stab} (f)} — алгебра Ли группы {\displaystyle \mathrm {Stab} (f)}.
- Ядро отображения {\displaystyle B_{f}} есть в точности {\displaystyle \mathrm {stab} (f)}.
- {\displaystyle B_{f}} инвариантно относительно действия {\displaystyle \mathrm {Stab} (f)}.

Кроме того, форма {\displaystyle \omega _{\mathcal {O}}} замкнута. Каноническую 2-форму {\displaystyle \omega _{\mathcal {O}}} называют формой Кириллова, Кириллова — Костанта или Кириллова — Костанта — Сурио.
К-орбита {\displaystyle {\mathcal {O}}} называется целочисленной, если форма Кириллова принадлежит целочисленному классу когомологий, то есть её интеграл по любому двумерному циклу {\displaystyle \sigma } в {\displaystyle {\mathcal {O}}} равен целому числу:
{\displaystyle {\frac {1}{2\pi }}\int \limits _{\sigma }\omega _{\mathcal {O}}=n\in Z}.
Целочисленные орбиты играют центральную роль при построении неприводимых представлений групп Ли методом орбит.

### Скобка Березина
Форма {\displaystyle B_{f}} снабжает пространство {\displaystyle {\mathfrak {g}}^{*}} структурой Пуассонова многообразия со скобкой Ли — Пуассона
{\displaystyle \{\varphi ,\,\psi \}_{LP}=B_{f}(\mathrm {d} \varphi ,\,\mathrm {d} \psi )=C_{ij}^{k}f_{k}{\frac {\partial \varphi (f)}{\partial f_{i}}}{\frac {\partial \psi (f)}{\partial f_{j}}},\qquad \varphi ,\psi \in C^{2}({\mathfrak {g}}^{*})},
являющейся вырожденной скобкой Пуассона: из вида генераторов коприсоединённого действия очевидно, что функции Казимира (и только они) коммутируют относительно неё с любой функцией на {\displaystyle {\mathfrak {g}}^{*}}. Ограничение этой скобки на орбиты коприсоединённого представления, называемое скобкой Березина, невырожденно и совпадает со скобкой Пуассона {\displaystyle \{\cdot ,\,\cdot \}_{\omega _{\mathcal {O}}}}, порождаемой формой Кириллова:
{\displaystyle \{\varphi ,\,\psi \}_{\omega _{\mathcal {O}}}=\omega _{\mathcal {O}}(\mathrm {sgrad} \,\varphi ,\,\mathrm {sgrad} \,\psi )=\left.\{\varphi ,\,\psi \}_{LP}\right|_{\mathcal {O}}}.
Здесь {\displaystyle \mathrm {sgrad} \,\varphi } — гамильтоново векторное поле с гамильтонианом {\displaystyle \varphi }.

### СвойстваК-орбит
- Коприсоединённое действие на К-орбите {\displaystyle ({\mathcal {O}},\omega _{\mathcal {O}})} являетсяa гамильтоновым {\displaystyle G}-действием[англ.] с отображением момента[англ.] {\displaystyle {\mathcal {O}}\hookrightarrow {\mathfrak {g}}^{*}}.
- Если для орбиты {\displaystyle {\mathcal {O}}} существует поляризация, то вложение {\displaystyle {\mathcal {O}}\hookrightarrow {\mathfrak {g}}^{*}} может быть реализовано функциями {\displaystyle f_{i}(q,p),\ i=1,...,\dim {\mathfrak {g}}}, линейными по {\displaystyle 1/2\,\dim {\mathcal {O}}} переменным {\displaystyle p}, где {\displaystyle (q,\,p)} — канонические координаты для формы Кириллова на орбите {\displaystyle {\mathcal {O}}}.[2][3]

## Примеры

### ГруппаE(2)
Алгебра Ли {\displaystyle {\mathfrak {e}}(2)} группы {\displaystyle E(2)} движений евклидовой плоскости определяется коммутационными соотношениями
{\displaystyle [e_{1},\,e_{2}]=0,\qquad [e_{1},\,e_{3}]=e_{2},\qquad [e_{2},\,e_{3}]=-e_{1}}
(коммутирующие элементы {\displaystyle e_{1}} и {\displaystyle e_{2}} соответствуют трансляциям плоскости в направлении двух координатных осей, а элемент {\displaystyle e_{3}} — вращению вокруг некоторой точки; таким образом, группа {\displaystyle E(2)} трёхмерна). Соответственно, матрица формы {\displaystyle B_{f}} имеет вид
{\displaystyle (B_{f})={\begin{pmatrix}0&0&f_{2}\\0&0&-f_{1}\\-f_{2}&f_{1}&0\end{pmatrix}}}
Её ранг равен двум всюду, кроме прямой {\displaystyle f_{1}=f_{2}=0}, представляющей собой особое инвариантное подмногообразие {\displaystyle M_{1}} коприсоединённого действия группы {\displaystyle E(2)} на {\displaystyle {\mathfrak {e}}(2)^{*}}, поэтому невырожденные К-орбиты двумерны. По генераторам этого действия
{\displaystyle {\hat {X}}_{1}=f_{2}{\frac {\partial }{\partial f_{3}}},\qquad {\hat {X}}_{2}=-f_{1}{\frac {\partial }{\partial f_{3}}},\qquad {\hat {X}}_{3}=-f_{2}{\frac {\partial }{\partial f_{1}}}+f_{1}{\frac {\partial }{\partial f_{2}}}}
выписываются два независимых уравнения
{\displaystyle f_{2}{\frac {\partial K(f)}{\partial f_{3}}}=-f_{2}{\frac {\partial K(f)}{\partial f_{1}}}+f_{1}{\frac {\partial K(f)}{\partial f_{2}}}=0,\qquad f_{1}^{2}+f_{2}^{2}\neq 0},
определяющие единственную функцию Казимира. Неособые многообразия её уровня
{\displaystyle K(f)=f_{1}^{2}+f_{2}^{2}=\kappa \equiv j^{2},\qquad j\neq 0},
каждое из которых состоит из одной орбиты, представляют собой цилиндры с общей осью {\displaystyle M_{1}}. Особое многообразие уровня ({\displaystyle j=0}) совпадает с {\displaystyle M_{1}} и состоит из (нульмерных)
сингулярных орбит {\displaystyle f_{1}=f_{2}=0}, {\displaystyle f_{3}=\kappa ^{(1)}}. Форма Кириллова
{\displaystyle \omega _{\mathcal {O}}={\frac {\mathrm {d} f_{3}\wedge \mathrm {d} f_{2}}{f_{1}}}}
приводится к каноническому виду {\displaystyle \omega _{\mathcal {O}}=\mathrm {d} p\wedge \mathrm {d} q} в цилиндрических координатах, ограниченных на фиксированную орбиту {\displaystyle j=const}:
{\displaystyle f_{1}=j\cos q,\qquad f_{2}=j\sin q,\qquad f_{3}=p}.
Заметим, что переход к каноническим переменным в данном случае линеен по {\displaystyle p}. Возможность линейного по «импульсу» {\displaystyle q}-{\displaystyle p}-перехода гарантируется наличием в {\displaystyle {\mathfrak {e}}(2)} двумерной подалгебры трансляций, натянутой на векторы {\displaystyle e_{1}}, {\displaystyle e_{2}}, являющейся в силу своей коммутативности поляризацией для любой невырожденной К-орбиты.

### ГруппаSO(3)
{\displaystyle SO(3)} — (трёхмерная) группа вращений трёхмерного евклидова пространства. Коммутационные соотношения в её алгебре Ли {\displaystyle {\mathfrak {so}}(3)}
{\displaystyle [e_{1},\,e_{2}]=e_{3},\qquad [e_{1},\,e_{3}]=-e_{2},\qquad [e_{2},\,e_{3}]=e_{1}}
(каждый базисный вектор соответствует генератору вращения в одной из трёх взаимно перпендикулярных плоскостей) определяют вид матрицы формы {\displaystyle B_{f}}:
{\displaystyle (B_{f})={\begin{pmatrix}0&f_{3}&-f_{2}\\-f_{3}&0&f_{1}\\f_{2}&-f_{1}&0\end{pmatrix}}}.
Из трёх генераторов коприсоединённого представления в каждой точке {\displaystyle f\in {\mathfrak {so}}(3)^{*}\backslash \{0\}} линейно независимы только два, поэтому несингулярные орбиты двумерны. Они представляют собой концентрические сферы
{\displaystyle K(f)=f_{1}^{2}+f_{2}^{2}+f_{3}^{2}=\kappa \equiv j^{2},\qquad j\neq 0},
с центром в начале координат. Особое подмногообразие {\displaystyle M_{1}} состоит из одной точки {\displaystyle \{0\}}, так как только в ней все три генератора становятся нулевыми.
Поскольку в алгебре {\displaystyle {\mathfrak {so}}(3)} нет двумерных подалгебр, то регулярные ковекторы не имеют поляризаций, соответственно, вложение регулярных орбит в пространство {\displaystyle {\mathfrak {so}}(3)^{*}} не может быть реализовано функциями, линейными по каноническим {\displaystyle p}-переменным для формы Кириллова
{\displaystyle \omega _{\mathcal {O}}={\frac {\mathrm {d} f_{1}\wedge \mathrm {d} f_{2}}{f_{3}}}}.
Однако (комплексные) двумерные подалгебры, подчинённые невырожденным ковекторам, имеются в {\displaystyle {\mathfrak {so}}(3)^{\mathbb {C} }}, комплексификации алгебры {\displaystyle {\mathfrak {so}}(3)}. Например, для ковектора {\displaystyle j\,e^{3}} таковой является подалгебра {\displaystyle \{e_{1}+ie_{2},\,e_{3}\}}, поэтому такое вложение оказывается возможным посредством переменных, принимающих комплексные значения:
{\displaystyle f_{1}={\frac {i}{2}}\left(1-q^{2}\right)p+j\,q,\qquad f_{2}=-{\frac {1}{2}}\left(1+q^{2}\right)p-ij\,q,\qquad f_{3}=-i\,q\,p+j,\qquad q,\ p\in \mathbb {C} ,\quad |p|\leqslant j}.
Легко проверить, что этим преобразованием форма {\displaystyle \omega _{\mathcal {O}}} действительно приводится к каноническому виду.